# والتر إي. وير
والتر إي. وير (بالإنجليزية: Walter E. Ware)‏ هو مهندس معماري أمريكي، ولد في 26 أغسطس 1861، وتوفي في 21 أبريل 1951.

## معرض صور

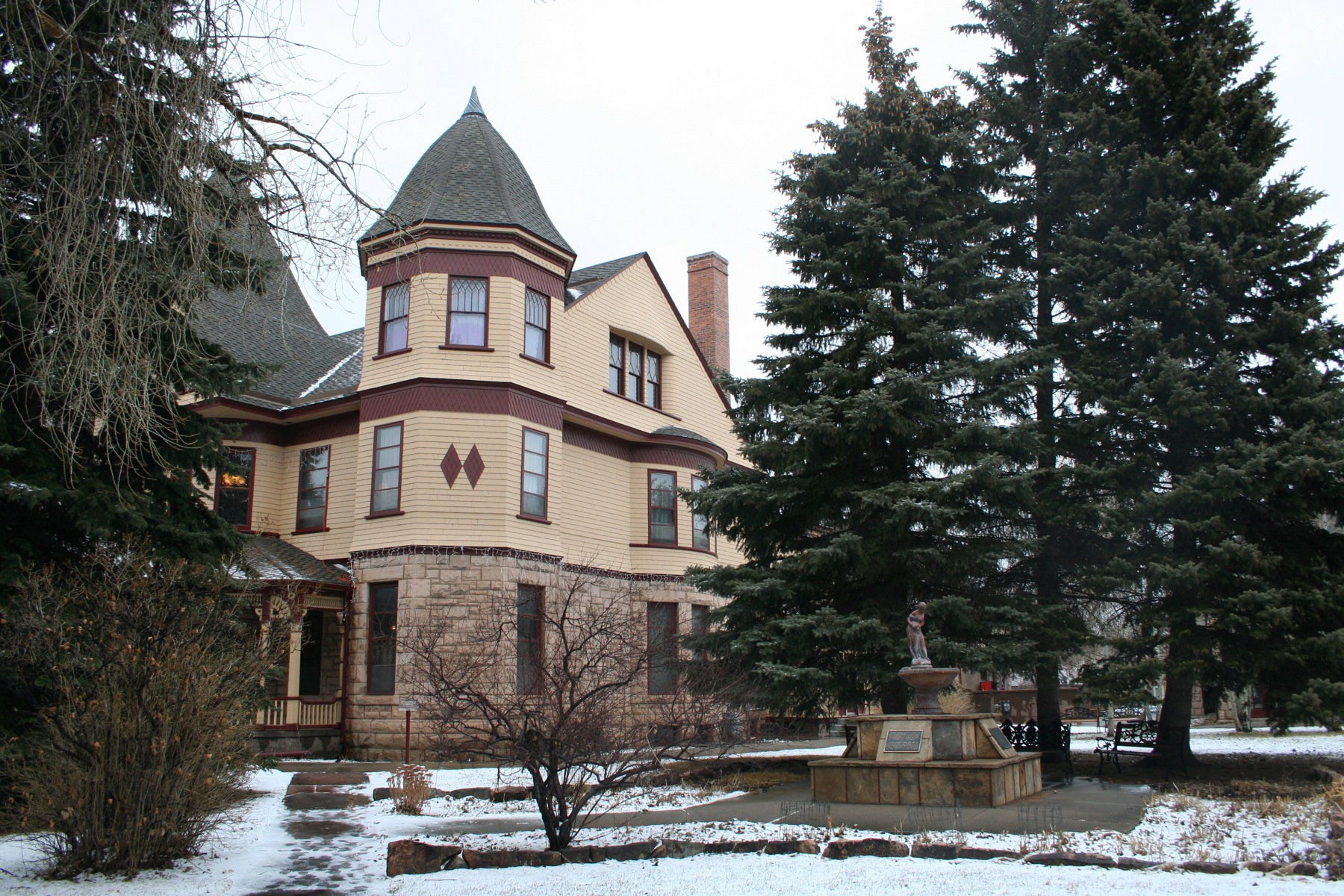
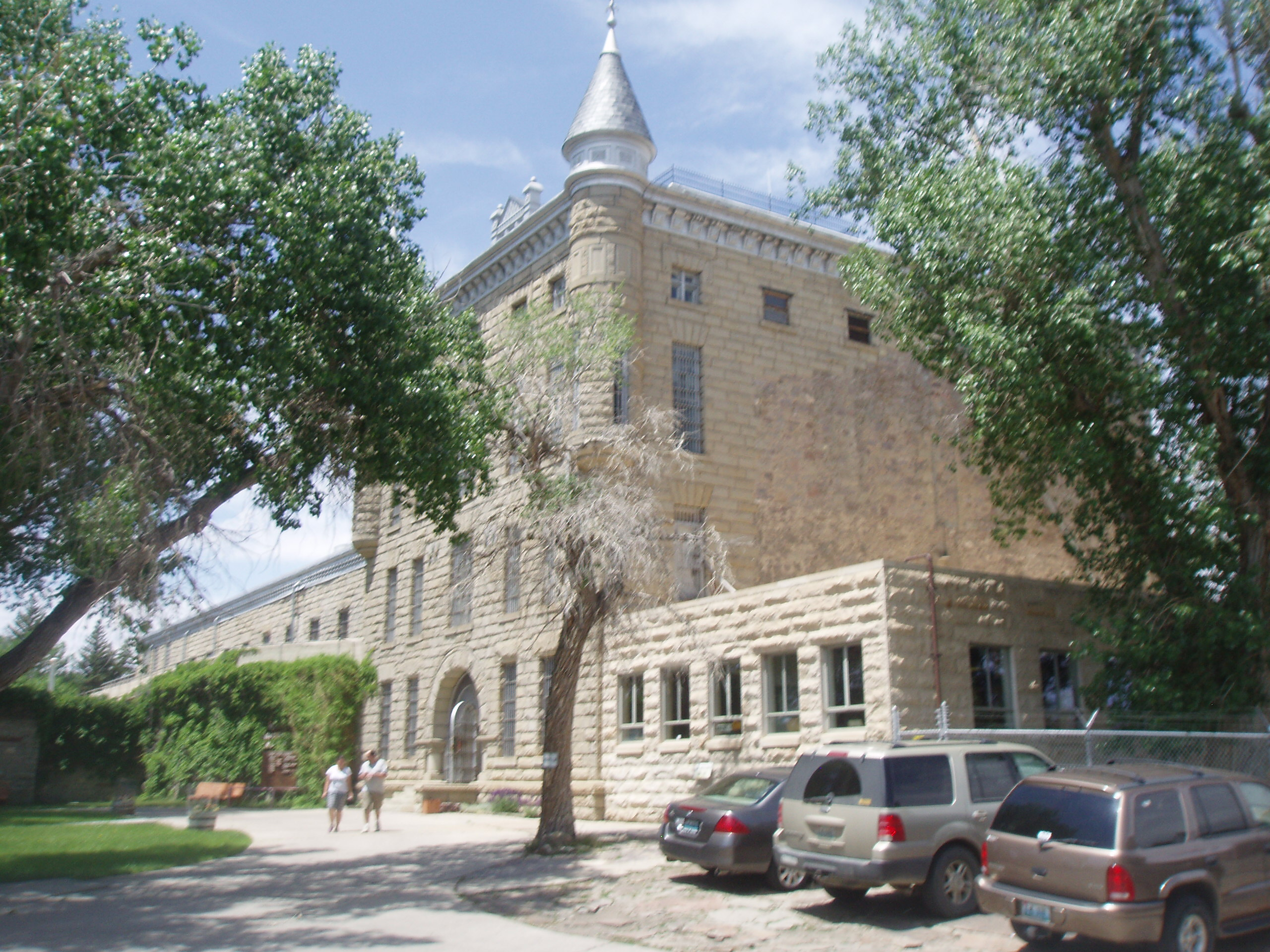
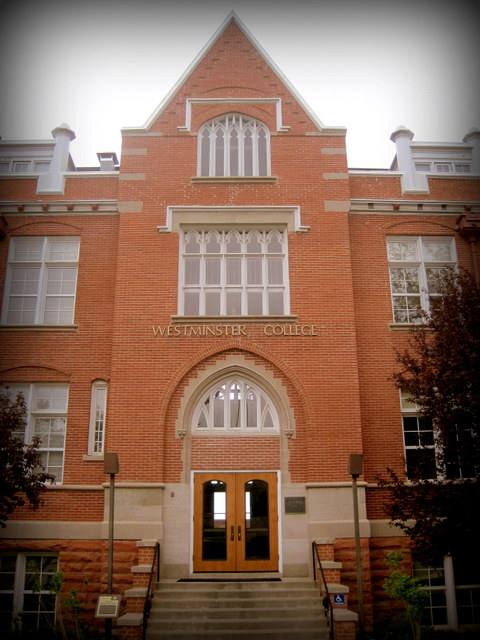
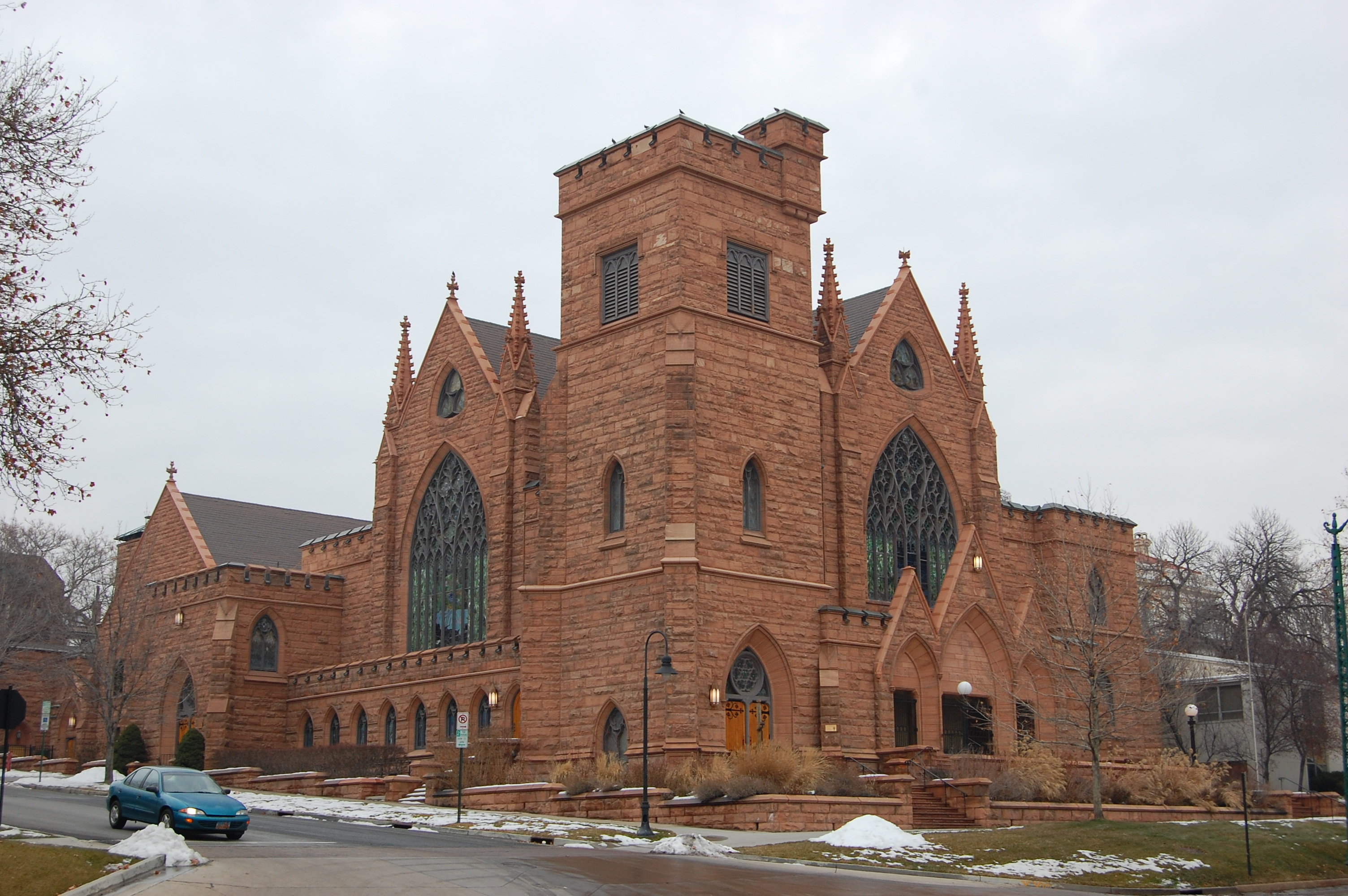